# Cuartero, Capiz
Cuartero là một đô thị hạng 4 ở tỉnh Capiz, Philippines. Theo điều tra dân số năm 2000 của Philipin, đô thị này có dân số 24.286 người trong 4.681 hộ.

## Các đơn vị hành chính
Cuartero được chia thành 22 barangay.
| - Agcabugao - Agdahon - Agnaga - Angub - Balingasag - Bito-on Ilawod - Bito-on Ilaya - Bun-od - Carataya - Lunayan - Mahunodhunod | - Maindang - Mainit - Malagab-i - Nagba - Poblacion Ilawod - Poblacion Ilaya - Poblacion Takas - Puti-an - San Antonio - Sinabsaban - Mahabang Sapa |